# Palácio Strozzi de Mântua (Florença)
O Palazzo Strozzi di Mantova, ou Palazzo Guadagni-Sacrati, é um palácio de Florença que se encontra no nº10 da Piazza del Duomo, esquina com a Via dell'Oriuolo (com entrada secundária no nº34 desta rua), à sombra da Cúpula de Brunelleschi. 

## História

### Os Bischeri e os Buondelmonti
Este palácio foi construído sobre antigas casas dos Bischeri, uma família conhecida entre o século XIII e o século XIV por uma questão com a Obra do Duomo de contornos novelescos: negando ao município a desapropriação das próprias casas para construir a nova catedral de Santa Maria del Fiore, estes foram, por fim, forçosamente obrigados e por uma cifra menor que aquela paga aos proprietários dos terrenos vizinhos, de onde vem o epíteto florentino de "bischero" para indicar uma pessoa pouco sensata (porém, a história tem várias versões). 
Alguns edifícios que permaneceram na posse dos Bischeri foram vendidos, em 1484, a Bartolomeo di Rosso Buondelmonti, que casou em 1486 com Alessandra de Pazzi, filha de Guglielmo de Pazzi e de Bianca de Médici.
O filho do casal, Zanobi Buondelmonti, encontrava-se nesta casa com Jacopo da Diacceto e Luigi Alamanni para conspirar contra o Cardeal Giulio de Médici, em 1522. Depois da descoberta da conspiração, o palácio foi confiscado e cedido aos Arringucci.

### Os Guadagni

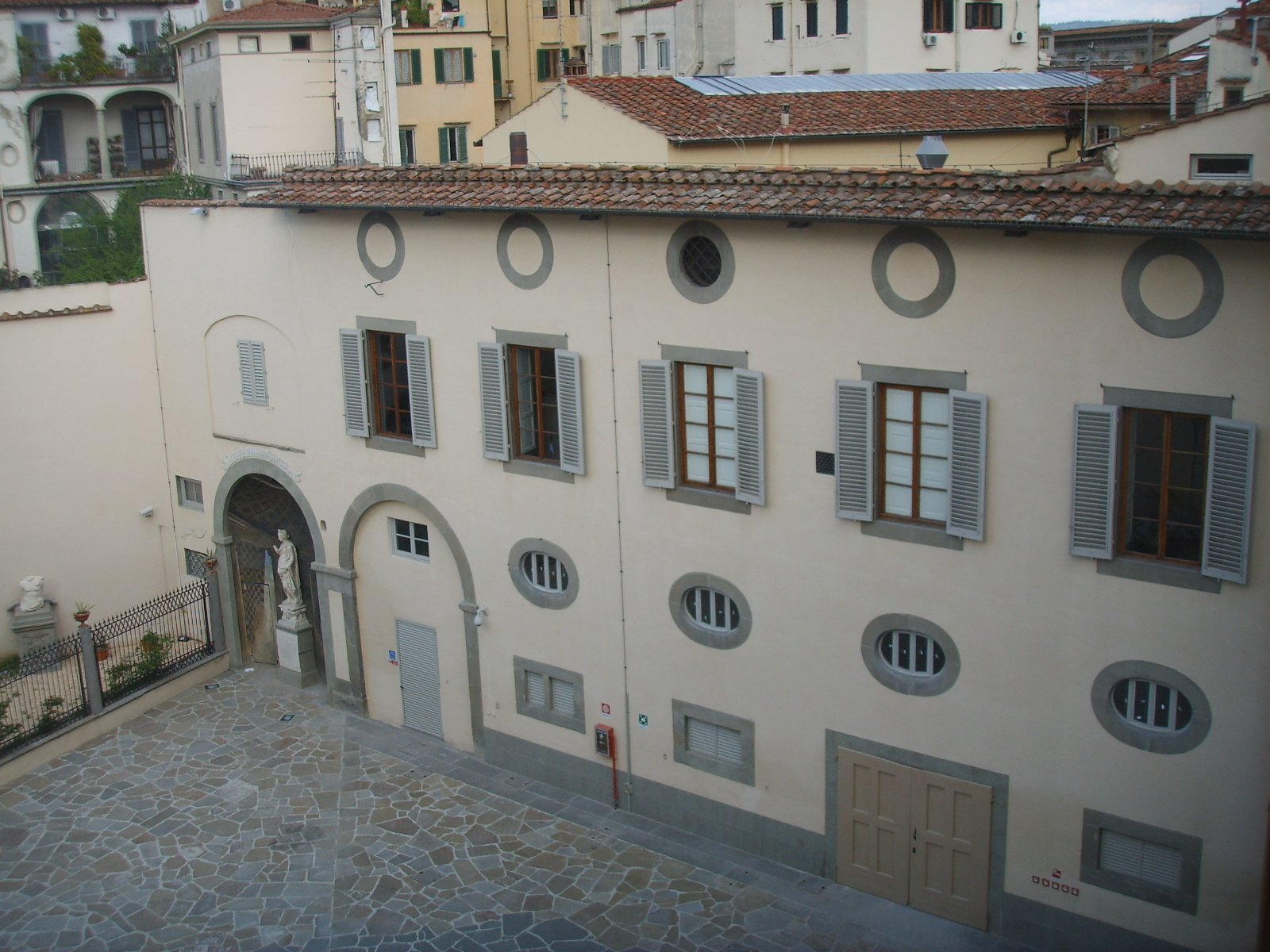
O pátio interno

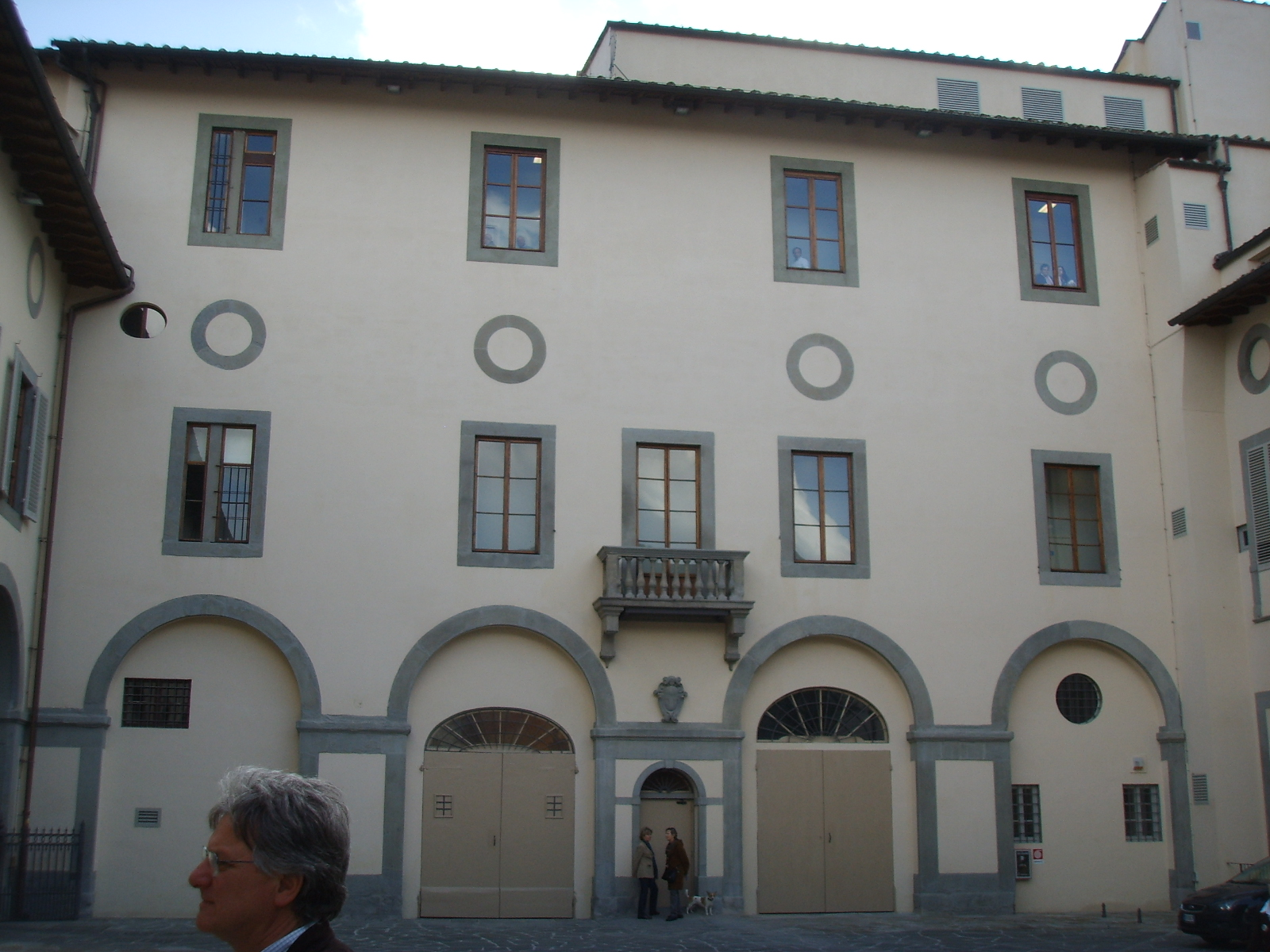
As antigas escudarias

Alessandro e Pietro Guadagni adquiriram o palácio em 1596. A família Guadagni tinha acabado de regressar do exílio em França, graças à intercessão de Catarina de Médici, Rainha da França, e Alessandro Guadagni, tornado proprietário do palácio, foi senador e funcionário dos Otto di Guardia e di Balìa (antiga magistratura florentina).
O edifício permaneceu no ramo da família originado por Alessandro, que tomou o nome de Guadagni dell'Opera por causa da vizinhança com as casas da Opera del Duomo. Em 1604, iniciaram-se trabalhos de modificação do palácio e seguiram em frente várias vezes. Por volta de 1640, outras casas na Via Buia (Via dell'Oriuolo) foram demolidas para dar espaço ao palácio, que assim alcançou a Piazza Duomo  através duma extensão até à esquina, com filas de sete janelas, e dali girava por um prospecto lateral com outras cinco janelas por fila. Também foi fechado o Vicolo del Campanello, que levava à Piazza dei Visdomini.
Não existe certeza sobre quem terá sido o arquitecto, mas geralmente é indicado Gherardo Silvani, com uma certa segurança, pelo menos para a fachada da Piazza Duomo e o brasão dos Guadagni naquele lado. Resta, de facto, um desenho autografado pelo arquitecto que representa, provavelmente, o projecto para este palácio: além dos elementos arquitectónicos clássicos (janelas ajoelhadas, portal encimado por um terraço duas filas de janelas com tímpano no primeiro andar e com arquitrave no segundo, sublinhados por cornijas marca piso), Silvani tinha desenhado uma série de lesenas entre janela e janela, que não foram realizadas, talvez porque marcava demasiado uma forma de grelha com os marca pisos.
Um inventário de 1723, além de descrever as ricas decorações, elenca uma quadraria de mestres de primeira ordem, como Domenico Ghirlandaio, Perugino, Correggio, Tiziano, Tintoretto, Palma o Velho, Caravaggio e Michelangelo, e ainda pintores contemporâneos, como Anton Domenico Gabbiani, Alessandro Gherardini, Pier Dandini, Onorio Marinari e outros.

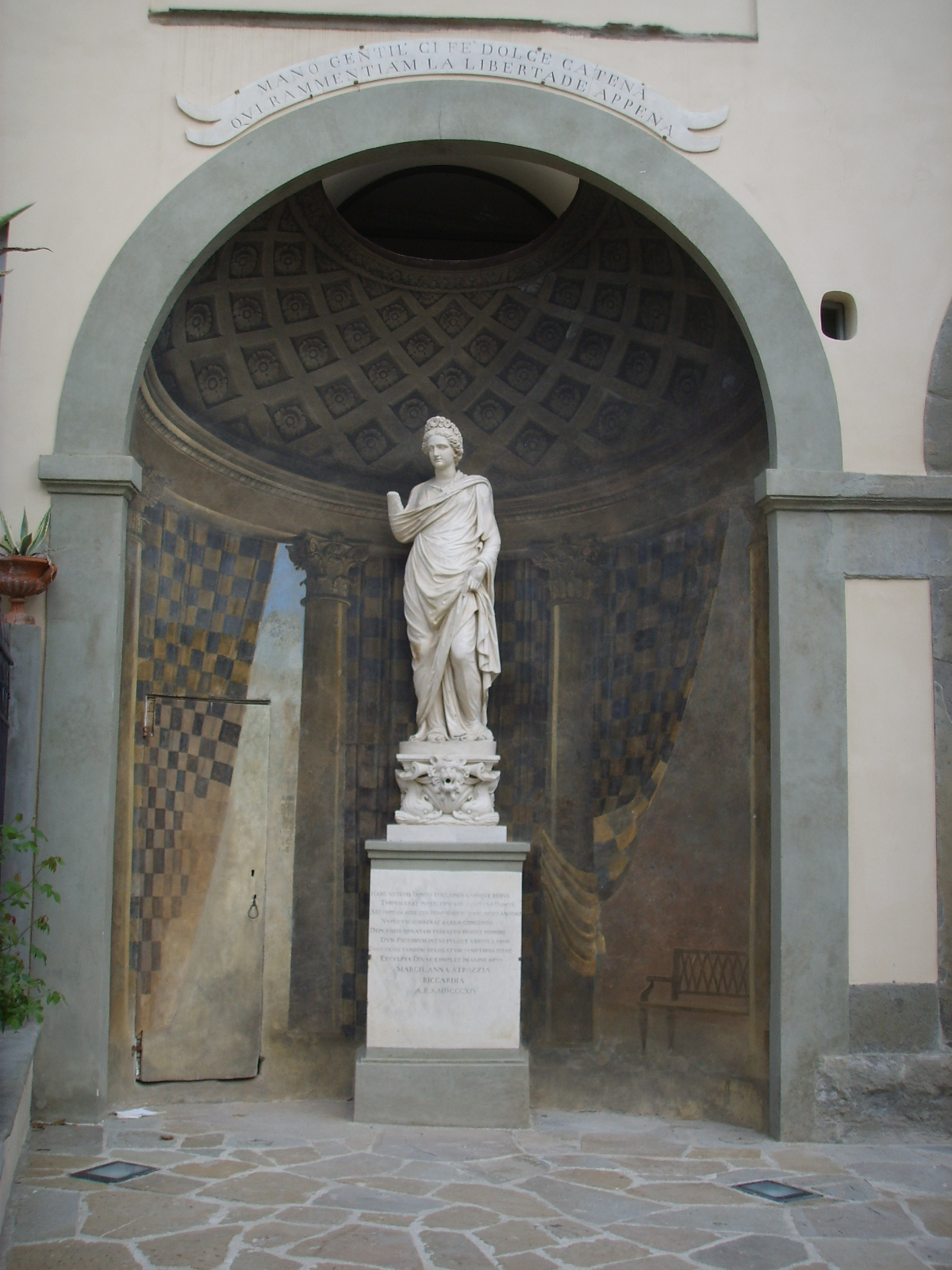
Nicho no jardim

Em meados do século XVIII, o senador Filippo Maria Guadagni mandou realizar uma grandiosa escadaria de três rampas, além de trabalhos de embelezamento dos ambientes no piano nobile, culminados com a decoração em estuque do Salone da Ballo (Salão de Baile), para celebrar as bodas do filho Giovanbattista com Teresa Torrigiani. Ao segundo filho co casal, Pietro, foi proposto tomar o apelido dos Torrigiani, nobre família que estava à beira da extinção por falta de filhos varões. Ele aceitou e, em troca, além do título nobre, obteve também numerosos palácios e villas em Florença e nos arredores como herança da rica família. Trasferindo-se, assim, para as propriedades dos Torrigiani, decidiu vender os bens dos Guadagni.

### Os Riccardi-Strozzi-Sacrati
O palácio da Piazza del Duomo foi, entyão, adquirido pela Marquesa Anna Riccardi-Strozzi, cujo filho Carlo mandou ampliar a fachada da Via dell'Oriuolo pelo arquitecto Felice Francolini, continuando o mesmo estilo da fachada de Silvani, e aqui fez colocar o seu brasão. Entre 1812 e 1815, foi decorado em estilo neoclássico pelos melhores pintores locais. 
Em 1871, Carlo faleceu sem deixar herdeiros e o palácio acabou por confluir por via hereditária para o Marquês Massimiliano Strozzi, pertencente ao ramo dos Strozzi de Mântua (os Strozzia di Mantova - a divisão dos Strozzi em várias linhas dispersas pela Itália remonta ao exílio de Palla Strozzi), que fundiu a sua família com a dos Sacrati de Ferrara através do seu matrimónio, com o acordo de ter um duplo apelido. Em 1915, o palácio foi herdado pela esposa do marquês, Guendalina Stuart e, depois, em 1956, pelo seu filho Uberto Strozzi-Sacrati, que faleceu em 1982. Entretanto, algumas partes do edifício tinham sido arrendadas, por exemplo a uma instituição bancária.

### A Região Toscana
Depois de algumas passagens hereditárias, o edifício foi adquirido, em 1989, pela Região Toscana por 13 biliões de liras. Após uma longa e complexa fase de restauro, com o custo de 12 milhões de euros, o palácio hospeda, desde 2008, os gabinetes da junta Regional e é a sede legal da Região.

## Arquitectura e decoração

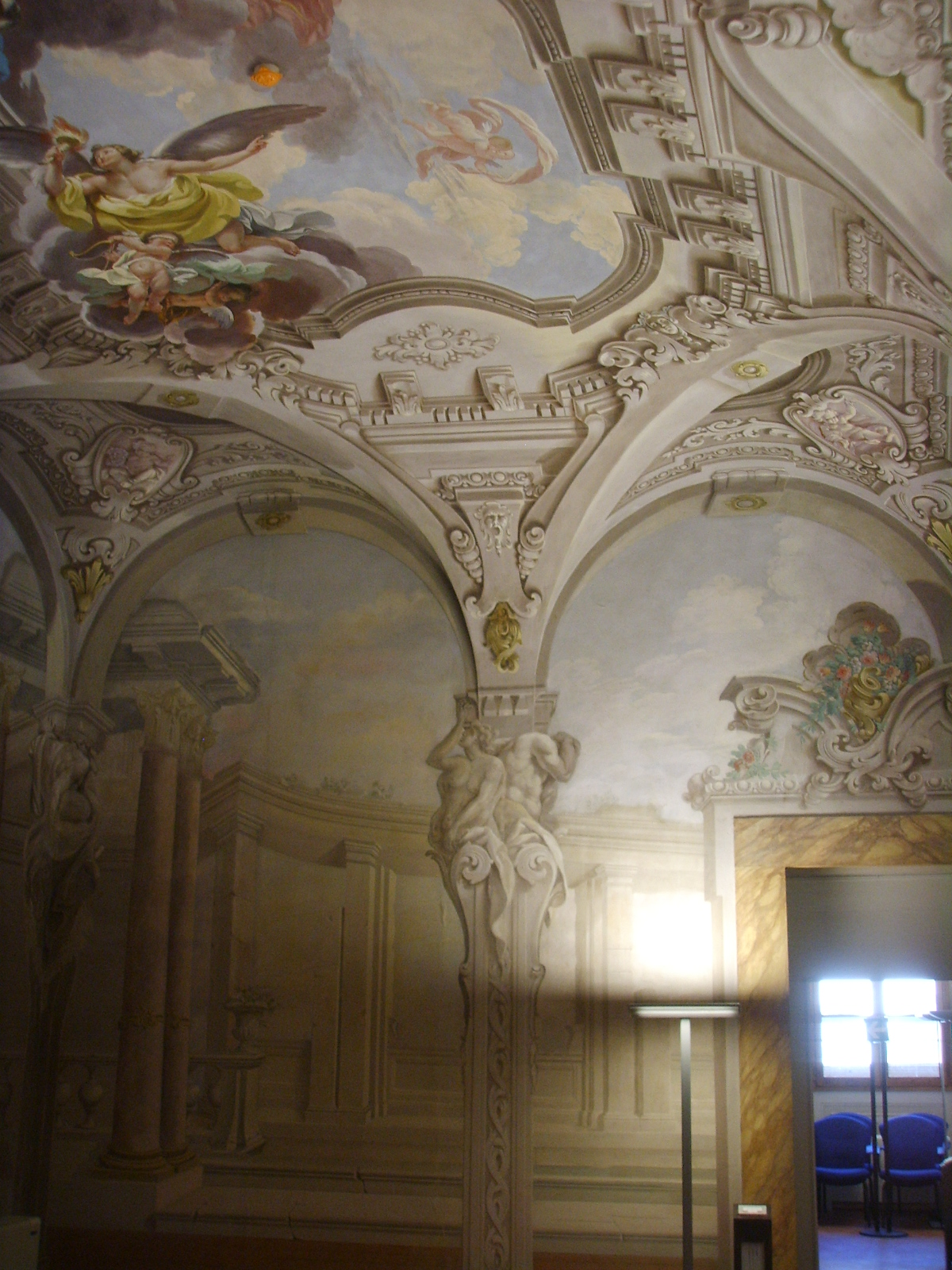
Arquitectura fingida na sala de Endimione

A fachada, com sete eixosi, é insolitamente curvilínea para seguir o perfil da Piazza del Duomo (adaptando-se, provavelmente, também aos edifícos anteriores) e apresenta todos os elementos arquitectónicos canónicos da arquitectura residencial florentina posterior ao Renascimento: janelas ajoelhadas (frontão triangular), portal encimado por uma varanda e duas filas de janelas, com tímpano curvilíneo no primeiro andar e arquitrave no segundo, sublinhados por cornijas marca piso. O conjunto é evidenciado pela pietra serena (pedra serena), com o tema do silhar com protuberâncias alternadas, sobre o fundo de estuque branco, o que dá um efeito monumental mas sóbrio e elegante. O esquema também se repete invariavelmente na Via dell'Oriuolo.
Na fachada, vê-se o brasão dos Guadagni: cruz de ouro com contorno serrilhado, sobre fundo azul. Por outro lado, na fachada da Via dell'Oriuolo está presente o brasão dos Riccardi-Strozzi, que se encontra ainda sobre a cancela, no átrio. Este último ambiente, que liga a entrada pela Piazza del Duomo com o pátio, há uma abóbada de berço suportada por pares de colunas toscanas, com decorações como baixos-relevos fingidos monocromáticos com a história de Eneias, atribuidos a Luigi Catani, e, no vão da actual portaria, uma figura alegórica com o brasão dos Guadagni pintada a fresco no tecto.
O amplo pátio tem uma forma irregular, com arcos tapados a modo de serliana à direita, onde em tempos se encontravam as escudarias, e um nicho decorado com uma estátua à esquerda, enquanto pouco depois se encontra o jardim com sebes de buxo, feito por vontade de Anna Strozzi Riccardi.

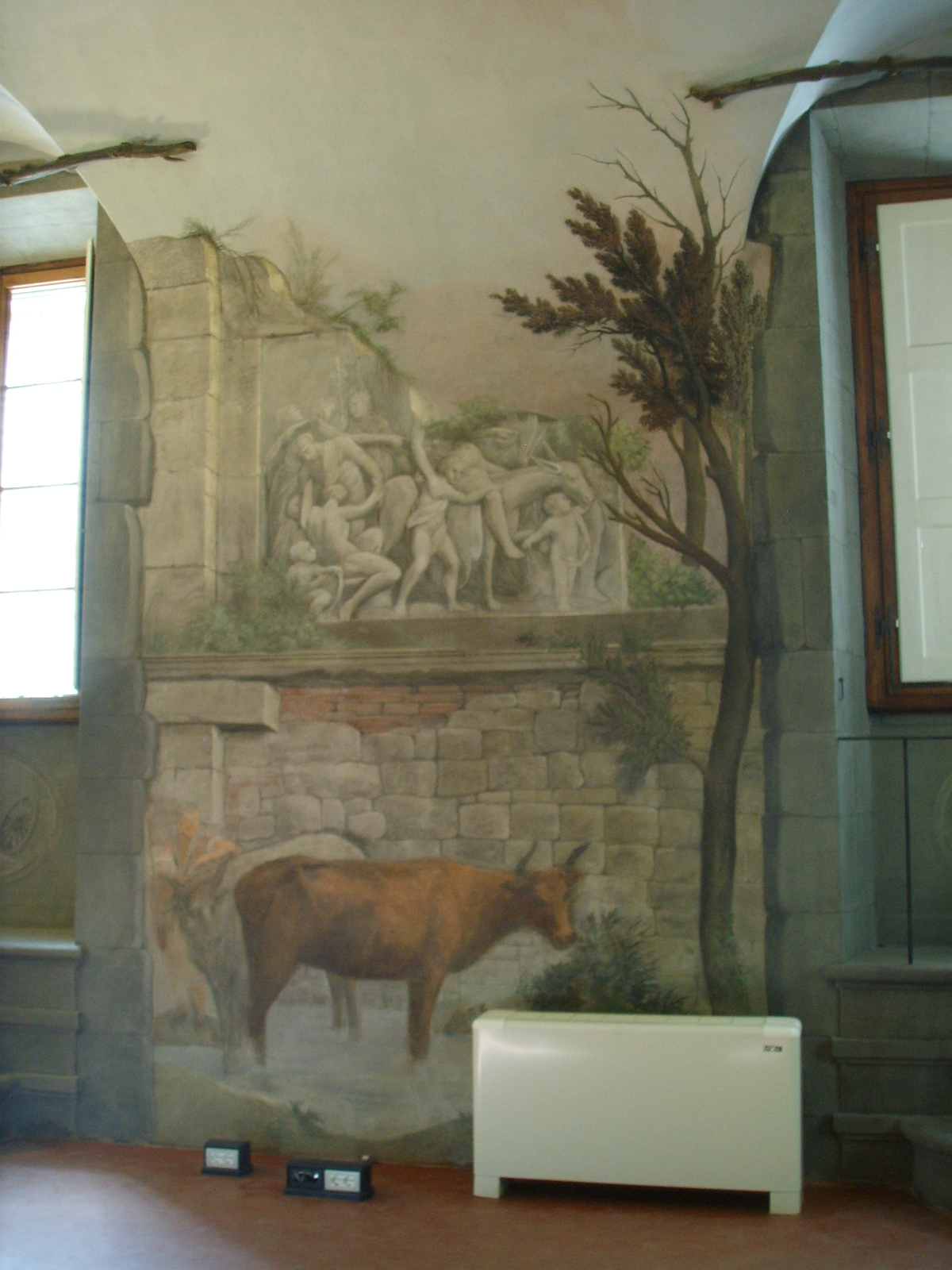
Sala com cenas campestres

No piso térreo restam vestígios de pinturas tardo-setecentistas; entre as quais, o tecto duma sala tem uma cena de características vivamente ilusionistas e representa O sono de Endimione, obra atribuida a Anton Domenico ou Pietro Giarré: estes teriam tratado dos enquadramentos arquitectónicos, enquanto a parte figurativa foi recentemente atribuida a Antonio Vannetti. O pátio interior está hoje coberto por uma contra-clarabóia em vidro, recentemente decorada por um Pégaso, símbolo da Região Toscana.
Outras salas têm afrescos que remontam á restruturação de 1812, como aquela com elementos vegetais e outros temas, de Niccolò Contestabile, aquela com a história de Fedra e Ippolito, de Gaspare Martellini, ou a outra afrescada em estilo neoclássico, por Luigi Catani. A este pintor pratense compete a sala no piso térreo que decorou com a Queda de Ícaro e Perseo e Andromeda. A uma mão mais antiga pertence, por outro lado,  a Alegoria do Tempo, na mesma sala. 
Uma grandiosa escadaria com três rampas conduz ao piano nobile, refeita por Filippo Maria Guadagni entre 1730 e 1770. A balaustrada de cada tramo é decorada por putti alados em mármore com cachos de flores, enquanto o tecto retoma o tema da glorificação de Eneias como herói, com Vénus suplicando a Júpiter, obra de Luigi Catani. Ao mesmo pintor deve-se a sala com o Mito de Hércules, enquanto o Salão de Baile, criado na época das bodas de Giovanbattista Guadagni e Teresa Torrigiani, tem o tecto decorado com a cena de Francisco I de Médici que encontra Bianca Cappello, de Annibale Gatti, um tema ligado à história florentina.

## Factos diversos
- Frente ao portão do palácio, ao centro da praça, um disco de mármore branco indica o ponto preciso onde caíu a bola da cúpula do Duomo, no dia 17 de Janeiro de 1600.

- A rua em torno do Duomo (que agora é uma praça), nesta parte chamou-se antigamente Via delle Fondamenta e as casas ao longo deste trecho tinham, no piso térreo, armazéns cobertos por arcos que o povo chamava "forni", talvez pela palavra latina "fornices" (arcadas) e, na fachada, uma galeria uniforme.